# Faustův dům
Mladotovský palác neboli Faustův dům je barokní palácová budova, která se nachází v Praze na Karlově náměstí (Praha 2 – Nové Město, Karlovo náměstí 502/40). Od roku 1964 je kulturní památkou.

## Dějiny

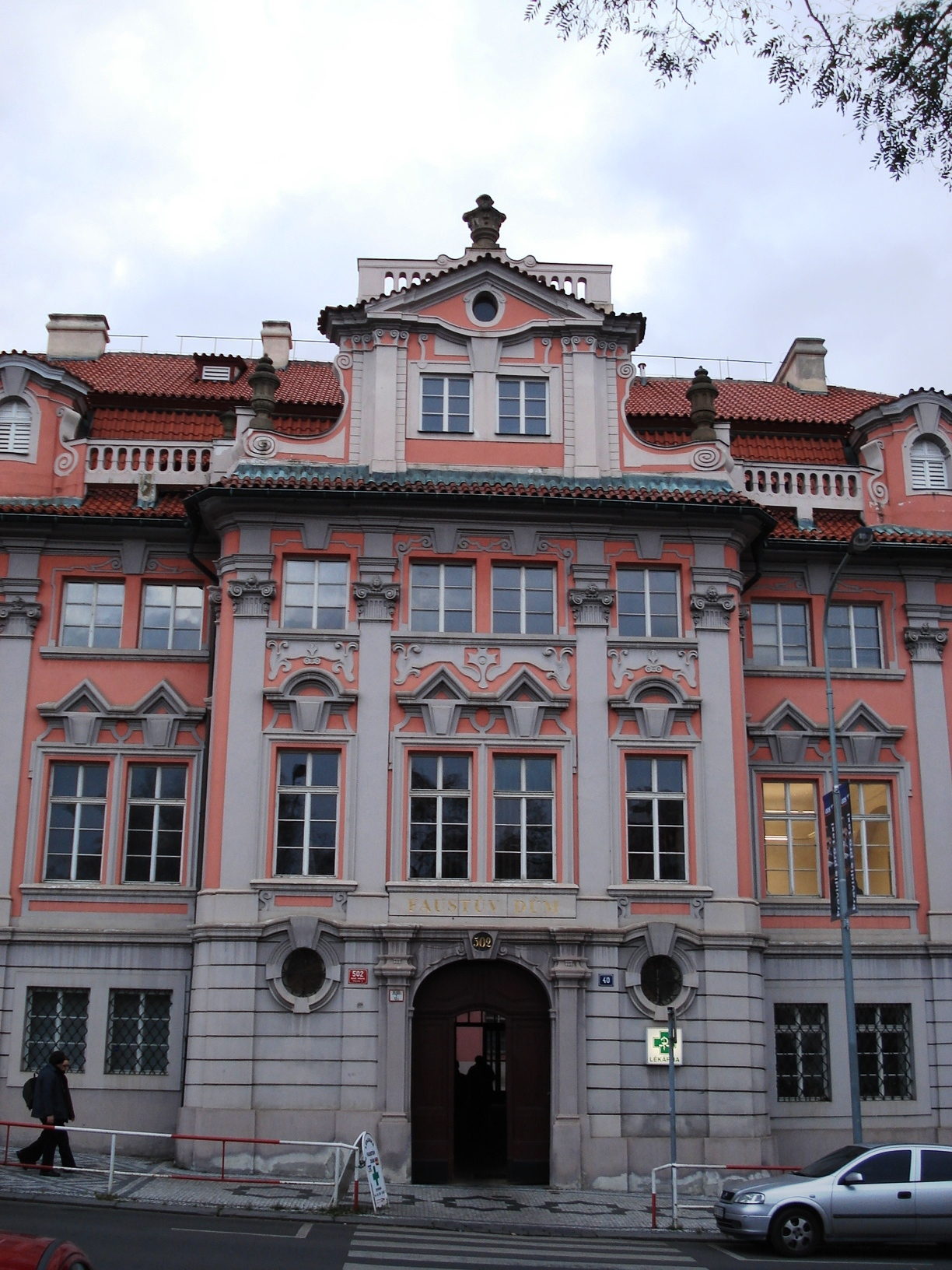
Čelní pohled na Faustův dům

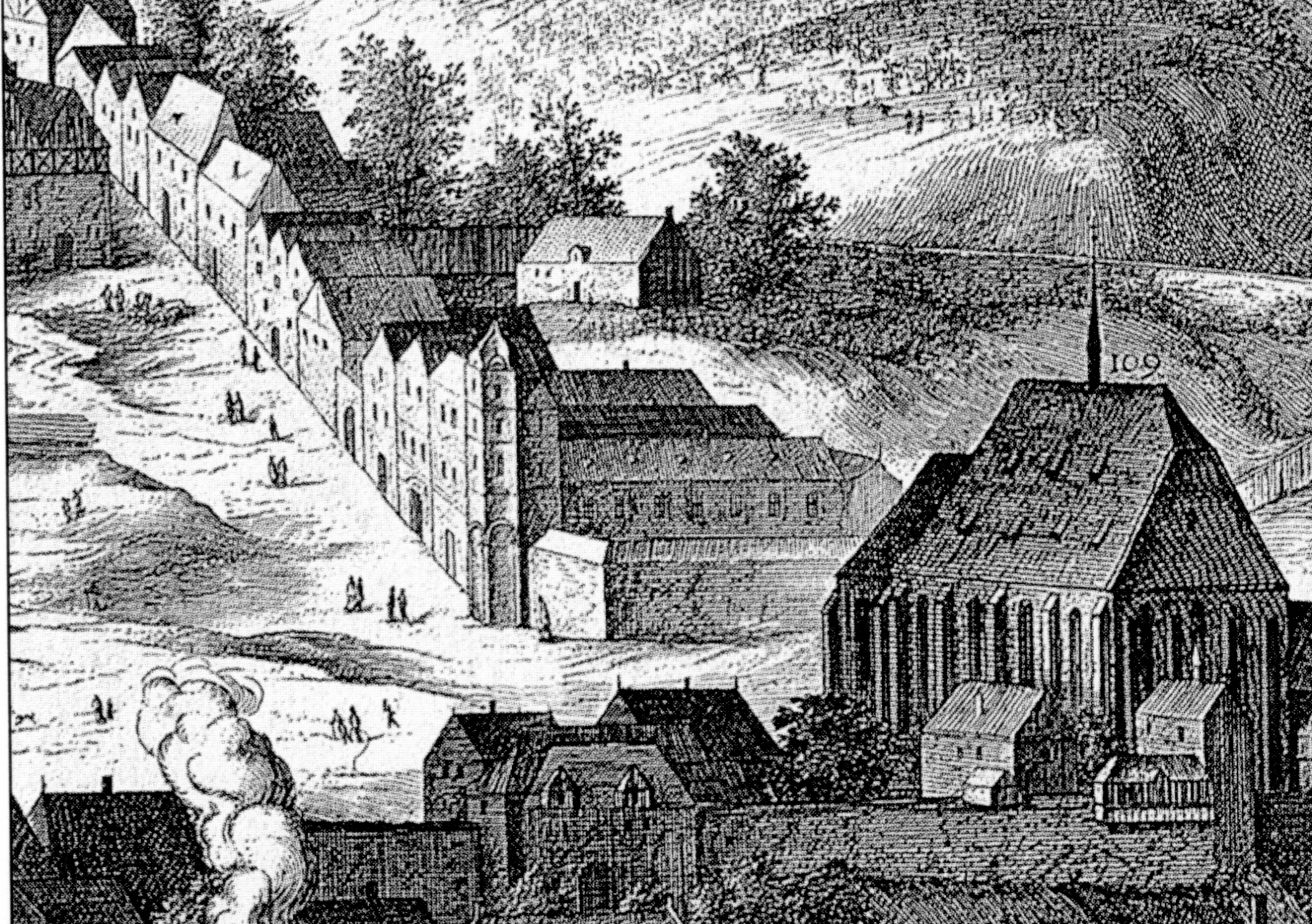
Palác na Sadelerově prospektu z roku 1606

Na místě dnešního paláce bylo kdysi pohanské obětiště. Podél pozemku probíhala významná cesta, která spojovala Pražský hrad a Vyšehrad a kudy se ubíraly i korunovační průvody. V záznamech z roku 1378 je zde poprvé zmiňován dům v držení knížete Jana Ratibořského. Protože se Jan Opavský přidal na katolickou stranu, byl mu majetek patrně zabaven hned v roce 1420. V roce 1432 se uvádí jako držitel domu Petr, rychtář „z domu Opavského“. Ten byl stoupencem sirotčího vojska, takže se jeho dům stal jedním z cílů útoku panské jednoty dne 6. května 1434. V roce 1435 byl původně pověřen opavskými knížaty správou pobořeného domu novoměstský písař Prokop; ten je známý i jako učitel rétoriky a stylistiky na Karlově univerzitě a jako autor několika spisů. Nakonec Václav IV. Ratibořský listem z roku 1441 dům písaři Prokopovi předal s tím, že jej může držet do doby, než mu budou nahrazeny veškeré náklady, které na opravy domu vynaložil. V roce 1448 získal Prokop ještě sousední budovy (dnes č. p. 500 a 501) včetně okolních pozemků. Před svou smrtí v roce 1482 stanovil dědické pořadí. Zda bylo dodrženo, nelze zjistit, protože zemské desky z té doby byly zničeny.
Asi v roce 1501 se dům stal majetkem Jaroslava Kapouna ze Svojkova, který byl ale sťat v roce 1537 pro hrdelní zločin.
Dům byl zabaven, ale král jej v roce 1542 daroval Jaroslavovu příbuznému Piramu Kapounovi ze Svojkova. Ten jej hned v roce 1543 prodal doktoru Janu Koppovi z Raumenthalu, lékaři císaře Ferdinanda I. Ten ale pro své dluhy o dům přišel. V padesátých letech jej získal jeden z jeho věřitelů, Benjamin Ledčanský z Popic. Po jeho smrti dům zastavil jeho bratr Matouš Ledčanský z Popic Kryštofu Muchkovi z Bukova a na Oseku, císařskému hejtmanovi Kladského hrabství.
Patrně kolem roku 1587 dům získal anglický alchymista a mystik Edward Kelley (či Edward Talbot), spolupracovník Johna Dee a také možná špión anglické královny Alžběty I. Detaily této změny vlastnictví nejsou známy a písemně je držba doložena až zápisem v roce 1595. Před svým pádem dům Kelley převedl na svou švagrovou, Lidmilu Kelleyovou, takže nebyl zkonfiskován. Ještě v roce 1599 se vdova po Edwardu Kelleym dožadovala finanční kompenzace od české komory.
V roce 1597 vlastnila dům Markéta Hozlaurová z Liběchova. Ta jej prodala Jáchymu Oldřichovi z Hradce, císařskému radovi. Ten pro dluhy zastavil dům Martinovi Karbanovi z Volšan. Rodina Karbanů dům podle všeho přestavěla. V roce 1617 jej Lukáš Karban prodával měšťanu Izaiášovi Šullerovi. Ve smlouvě je dům označen jako „dům tak řečený Kopovský“. Začátek stavovského povstání ale zápis do zemských desk znemožnil. Po povstání Karban emigroval a Šuller se pokoušel prodat dům ještě před Obnoveným zřízením zemským. Koupě byla ale překažena zásahem rychtáře Michala Ritteršice z Rittersfeldu, který dům zabral pro údajný vojenský špitál a poté získal do vlastnictví. Při dědickém řízení v roce 1635 královská komora neuznala předešlé koupě, protože nebyly zapsány v zemských deskách, a dům prohlásila za Karbanovský konfiskát. Anna, vdova po Michalu Ritteršicovi, získala nakonec v roce 1637 třetinu domu, dvě třetiny byly prodány dcerám Vojtěcha Koutka Nečanského u Minic. Anna Švarcbachová pak podíly spolumajitelek odkoupila. Její děti prodaly dům v roce 1663 rodině rytíře Albrechta Netvorského z Břízy.
V roce 1721 dům koupil Ferdinand Antonín Mladota ze Solopisk (1652–1726). Po smrti Ferdinanda Antonína Mladoty přešel dům v držení jeho dvou synů Františka a Václava. Nakonec v roce 1768 koupilo pražské arcibiskupství západní část budovy a ta byla v roce 1769 upravena pro faru kostela sv. Jana na Skalce. Poslední z Mladotů František upadl do dluhů a v roce 1800 dům získali věřitelé. V roce 1810 dům koupil obchodník Jakub Cop. Podle berní ruly z roku 1816 mělo většinu domu pronajato vojenské vozatajské velitelství, část využíval farář sousedního kostela sv. Jana Nepomuckého na Skalce. Cop zemřel v roce 1830 a dědicové prodali dům v roce 1838 Pražskému ústavu pro hluchoněmé. V roce 1856 bylo navrženo zbořit přízemní objekty na východní a jižní straně a na jejich místě zbudovat nové dvoupatrové křídlo. Stavba byla realizována stavitelem Josefem Maličkým v roce následujícím.
V roce 1902 zakoupila objekt Všeobecná nemocnice. V únoru 1945 byl objekt poškozen během náletu spojeneckého letectva na Prahu. Současným majitelem budovy je hlavní město Praha. Je využíván z části 1. lékařskou fakultou Univerzity Karlovy a z části Všeobecnou fakultní nemocnicí.

## Architektura
Dům stojící na místě bývalého dvora opavských knížat je v jádru gotický, přestavěný v renesančním slohu kolem roku 1618. Dochovaným prvkem, oblíbeným v Praze na přelomu 16. a 17. století, je nárožní arkýř ve formě bastionu na západním nároží. Dům byl později dvakrát barokně upravený, nejprve v letech 1725–1740 (připisováno F. M. Kaňkovi) a pak v roce 1769 byl dům znovu pozdně barokně upraven Antonínem Schmidtem, který na východní straně postavil i nové dvorní křídlo. Dnešní stav pochází z doby kolem roku 1820, jižní křídlo je z roku 1857.
Budova paláce je dvoupatrový čtyřkřídlý objekt s vnitřním dvorem. Hlavní severní křídlo má mansardovou střechu a je uličním průčelím obráceno do Karlova náměstí. Vnější fasáda západního křídla směřuje do úzké zahrady nad kostelem sv. Jana na Skalce, zbývající fasády jižního a východního křídla do areálu nemocnice. Hlavní dvanáctiosé průčelí je bohatě zdobené, řešené symetricky, se čtyřosým středovým rizalitem. Nad ním je volutový štítový nástavec zdobený vázami, v přízemí rizalitu je vstupní portál s oválnými okénky po stranách (vede tudy průchod přes vestibul paláce, přes dvůr a průjezd v jižním křídle do areálu nemocnice). Symetrii hlavního průčelí porušuje pouze polygonální věžice (arkýř) na pravém západním nároží paláce.
Napravo od hlavního průčelí paláce upoutává pozornost honosný pozdně barokní vstup do zahrady, patřící již ke kostelu sv. Jana na Skalce, který je pravděpodobně dílem Antonína Schmidta a vznikl v souvislosti s dalšími úpravami v této lokalitě v roce 1769.

## Nejstarší zobrazení domu
- 1562 Jan Kozel a Michael Peterle z Annaberku: prospekt Praha hlavní město Čech (Praga Bohemiae Metropolis accuratissime expressa 1562)
- 1601 Willenbergův pohled na Prahu
- 1606 Sadelerův prospekt Prahy
- 1636 Václav Hollar: Velký pohled na Prahu ze svahu Petřína
- 1685 Folpert van Ouden Allen: Panoráma Prahy
- 1769 Josef Daniel Huber: Pohled na Prahu
- 1820 Ludvík Arnošt Buquoy: Prospekt Dobytčího trhu
- 1831 Josef Šembera: Pohled na Prahu

### Mapové podklady
- 1790–1791 Hergetův plán Prahy
- 1811–1815 Jüttnerův plán Prahy
- 1842–1852 (litografický tisk 1856) Císařský povinný otisk mapy Stabilního katastru[9]

## Legenda o Faustovi

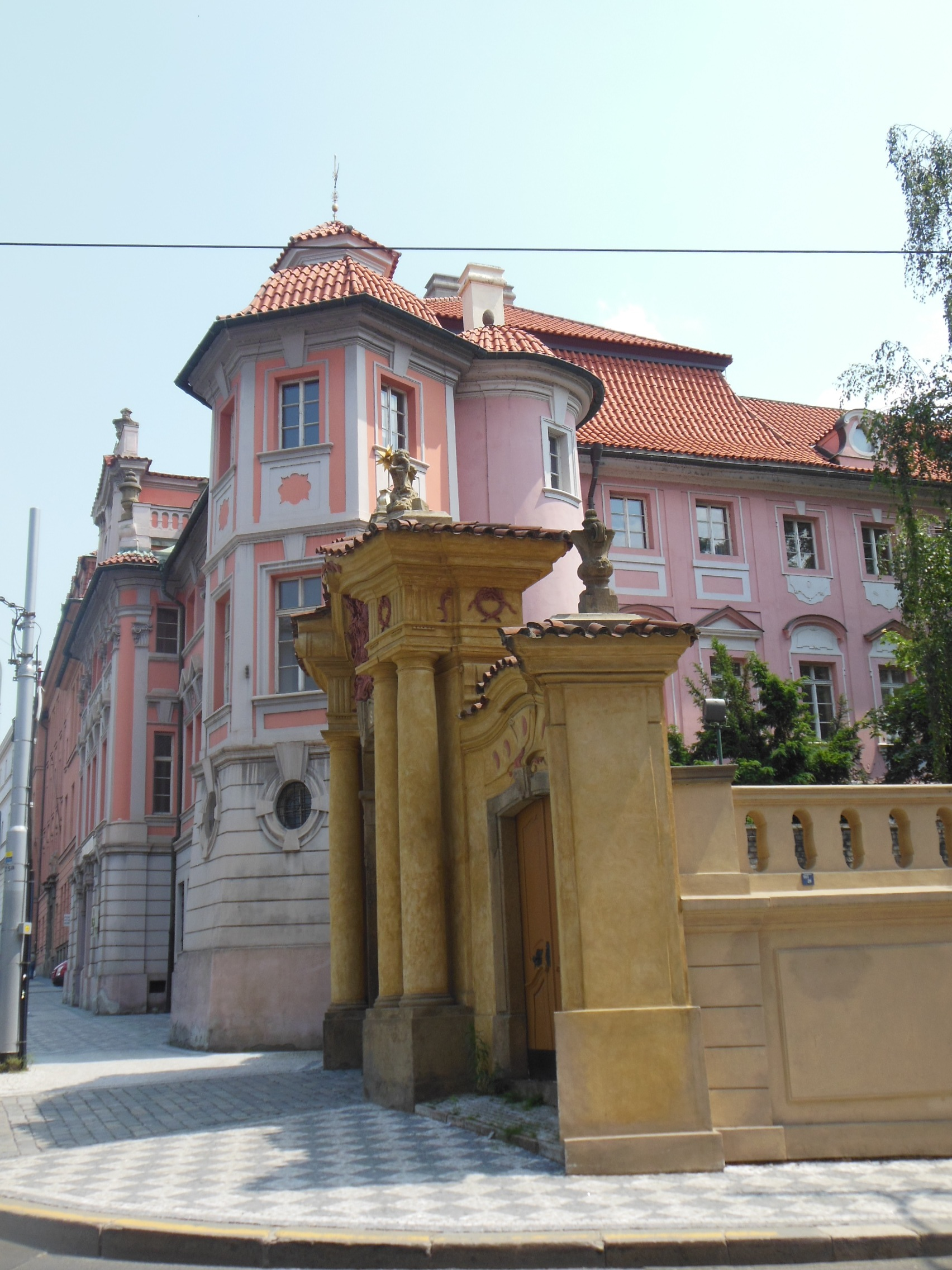
Boční pohled na Faustův dům a bránu do komplexu kostela sv. Jana Nepomuckého na Skalce

Dům je spojen s faustovskou legendou, přestože v něm historický doktor Faust nikdy nebydlel. Pověst vznikla nejspíš díky několika majitelům domu, kteří se věnovali přírodním vědám a alchymii.
Prvním majitelem se zájmem o alchymii byl kníže Václav Opavský. Druhým byl dvorní alchymista císaře Rudolfa II. Edward Kelly (Edward Talbot). Dům byl několikrát zasažen požárem. V té době zde také žil astrolog Jakub Krucinek se svými dvěma syny. Mladší syn zavraždil staršího bratra kvůli pokladu, který prý nalezli v domě.[zdroj?]
Dalším majitelem se zájmy o fyziku a chemii byl Ferdinand Mladota ze Solopisk (1652–1726), a po roce 1774 syn jeho synovce Josef Petr Mladota. Právě období, kdy byl dům ve vlastnictví Mladotů, je považováno za počátek faustovských pověstí, které rozvinula romantická literatura 19. století. Podle pověsti existuje podzemní chodba od Faustova domu až k Novoměstské radnici. Otvorů ve střeše objektu bylo v jeho historii několik. Poslední vznikl na konci druhé světové války od nevybuchlé americké bomby.
V nárožním arkýři Faustova domu se při přestavbě našly cenné nástěnné malby. Pod sousedním točitým schodištěm (na vedlejším obrázku vpravo od arkýře) by se měl nacházet bájný pramen (studánka) – uvádějí se ještě dvě několik metrů vzdálená možná místa. Ve stropě schodiště byl nalezen dodatečně dozdívaný otvor dostatečně veliký na to, aby se jím protáhl dospělý muž (možný zdroj známé pověsti). K dalším nálezům patří krásně malovaný strop, zazděné dětské botičky a kosterní pozůstatky koček.

## Odrazy v kultuře
- Legendu o Faustovi zpracoval Alois Jirásek ve Starých pověstech českých, části Faustův dům.[10]
- Faustův dům také vystupuje v českém filmu Kam čert nemůže režiséra Zdeňka Podskalského z roku 1959; Miroslav Horníček představuje lékaře – MUDr. Františka Průchu, přezdívaného Faust, který v domě pracuje.[11]
- V roce 1977 vznikl loutkový film Faustův dům (režie Garik Seko).
- Na adresu Faustova domu a legendu odkazuje hra Jiřího Suchého Dr. Johann Faust, Praha II, Karlovo nám. 40 z roku 1982, odehrávající se v době Protektorátu.
- Legenda byla zpracována i v animovaném filmu Kozí příběh – pověsti staré Prahy (2008).